# Psychotria erythrocephala
Psychotria erythrocephala är en måreväxtart som först beskrevs av Karl Moritz Schumann och Kurt Krause, och fick sitt nu gällande namn av Paul Carpenter Standley. Psychotria erythrocephala ingår i släktet Psychotria och familjen måreväxter. Inga underarter finns listade i Catalogue of Life.